# جورج جيبسون (لاعب كرة قدم بريطاني)
جورج جيبسون (بالإنجليزية: George Gibson)‏ (15 نوفمبر 1945 باسكتلندا في المملكة المتحدة - ) هو مدرب كرة قدم ولاعب كرة قدم بريطاني في مركز الدفاع. لعب مع نادي سيدني أوليمبيك ونادي فالكيرك وWest Calder United F.C. ‏.